# Шахьед, Софьян
Софьян Шахьед (нем. Sofian Chahed; 18 апреля 1983, Западный Берлин) — немецкий и тунисский футболист, защитник; тренер.

## Карьера
Начинал карьеру в «Ванзе» и целендорфской «Герте», откуда в 1999 году попал в основную, уже городскую берлинскую «Герту». 8 февраля 2004 года дебютировал в основном составе берлинцев в домашнем матче против «Штутгарта», закончившемся победой бело-синих со счётом 1:0. Софьян вышел в основном составе и провёл на поле весь матч, заслужив неплохие оценки. В сезоне 2005/06 он наконец-то закрепился в основном составе, проведя в сезоне 20 матчей. В сезоне 2008/09 получил травму паха, из-за чего не смог провести полноценный сезон. В мае 2009 года стало известно, что берлинцы не будут продлевать с ним контракт. 18 августа 2009 года Софьян подписал контракт с «Ганновером».

## Карьера в сборной
Хотя Сафьян и привлекался в различные юношеские немецкие сборные, в 2009 году он принял решение, что будет играть за сборную Туниса. 11 октября 2009 года он дебютировал за сборную в домашнем матче отборочного турнира к чемпионату мира 2010 года против национальной команды Кении, закончившемся победой тунисцев со счётом 1:0. Софьян вышел на поле на 77-й минуте, заменив Уссаму Дарраги.